# 7584 Ossietzky
7584 Ossietzky eller 1991 GK10 är en asteroid i huvudbältet som upptäcktes den 9 april 1991 av den tyske astronomen Freimut Börngen vid Tautenburg-observatoriet. Den är uppkallad efter den tyske journalisten och nobelpristagaren Carl von Ossietzky.
Asteroiden har en diameter på ungefär 6 kilometer.